# Ixiolit
Ixiolit – minerał podobny do niobitu, tantalitu, hematytu, ilmenitu i magnetytu, o połysku półmetalicznym i tłustym.

## Charakterystyka
Ixiolit występuje w pegmatytach; jest najczęściej wyrosły. Ma wykształcenie tabliczkowe i słupkowe. Minerałami towarzyszącymi są: skaleń, niobit, tantalit, beryl, kwarc i uraninit. Ma przełam grudkowaty, a kryształy – układ rombowy. Jego wzór chemiczny to: (Ta, Fe, Sn, Nb, Mn)4O8. Ma barwę czarną tak samo jak rysę. Gęstość ma od 7,0 do 7,3 g/cm³. Twardość w skali Mosha to 6,0 do 6,5.